# 慶大病院駅
慶大病院駅（キョンデビョンウォンえき）は、大韓民国大邱広域市中区にある大邱交通公社2号線の駅である。駅番号は(231)。

## 駅構造
- 島式ホーム1面2線の地下駅。

## 駅周辺
- 慶北大学校 医学・歯医学専門大学院
- 慶北大学校歯科病院
- 慶北大学校病院 生命医学研究所
- 大邱銀行 三徳2街支店
- 大邱銀行 三徳支店
- 大邱銀行 峰山支店
- 韓国銀行 大邱・慶北本部
- 国民銀行 大峰洞支店
- 韓国シティ銀行 大邱中央支店
- SKブロードバンド 慶北支社
- ジンソクタワー
- 大邱マンション市場
- 中区庁
- 寿城橋
- 慶北大学校師範大学敷設初等・中・高等学校
- 大邱第一中学校
- 三徳初等学校
- 勤労福祉公団 大邱地域本部
- 防川市場
- 金光石通り

## 歴史
- 2005年10月18日 - 開業。

## 利用状況
| 路線   | 乗車人員 | 乗車人員 | 乗車人員 | 乗車人員 | 乗車人員 |
| 路線   | 2005年   | 2006年   | 2007年   | 2008年   | 2009年   |
| ------ | -------- | -------- | -------- | -------- | -------- |
| ●2号線 | 3569人   | 4541人   | 4698人   | 4939人   | 5128人   |

## 隣の駅
大邱交通公社
●2号線
半月堂駅 (230) - 慶大病院駅 (231) - 大邱銀行駅(232)